# Kanton Schœlcher-2
Kanton Schœlcher-2 is een voormalig kanton van het Franse departement Martinique. Kanton Schœlcher-2 maakte deel uit van het arrondissement Fort-de-France en telde 10.044 inwoners in 2007. Het werd zoals alle kantons van Martinique opgeheven op 1 januari 2016.

## Gemeenten
Het kanton Schœlcher-2 omvatte uitsluitend een deel van de gemeente Schœlcher.